# Chartered Alternative Investment Analyst
Der Chartered Alternative Investment Analyst (CAIA) ist ein Titel, der von der CAIA Association aus Amherst (Massachusetts), USA an Kandidaten vergeben wird, die zwei Prüfungen bestanden haben (Level I und Level II). Die Ausbildung ist für Personen gedacht, die Portfolios von Alternative Investments betreuen. Das Institut ist eine Non-Profit-Organisation und wurde 2002 gegründet. Das CAIA ist im Bereich der Alternative Anlagen eine sehr renommierte Ausbildung, welche von diversen Hochschulen und Universitäten als Weiterbildung und Vertiefung nach dem Abschluss eines Masterprogramms wie beispielsweise in Banking & Finance empfohlen wird.
Nach Aussage der CAIA gibt es weltweit mehr als 10.000 CAIA-Charterholders. 48 % der Charterholder stammen aus den USA, 35 % aus Europa. Der Rest stammt zum großen Teil aus Asien.

## Kosten
Die Gebühren belaufen sich für jede Prüfung auf 995 (early reg) bzw. 1.395 (standard) US-Dollar je nach Anmeldetermin sowie einer einmaligen Anmeldegebühr von 400 US-Dollar (Stand: 2024). Die Gesamtgebühren für die beiden Prüfungen Level I und Level II belaufen sich demnach auf mindestens 2.390 US-Dollar. Hinzu kommt eine jährliche Mitgliedschafts-Gebühr in Höhe von 350 US-Dollar, die notwendig ist, um den Titel aufrechtzuerhalten.

## Prüfungen
Zum Erlangen des CAIA-Titels muss ein Kandidat zwei Prüfungen bestehen. Der Inhalt der ersten Prüfung ist:
- Professional Standards und Wirtschaftsethik
  - Standard 1: Professionalität
  - Standard 2: Integrität der Kapitalmärkte und -marktteilnehmer
  - Standard 3: Pflichten ggü. Kunden
  - Standard 4: Pflichten ggü. Arbeitgeber
  - Standard 5: Investmentanalysen, Empfehlungen und Handlungen
  - Standard 6: Interessenskonflikte
  - Standard 7: Verpflichtungen als CFA (CAIA) Institute Member oder CFA (CAIA) Kandidat
- Einführung in Alternative Anlagen
  - Was sind Alternative Investments
  - Das Umfeld von Alternativen Investments
  - Quantitative Methoden inkl. Regressionsanalyse, Multivariater und Nonlinearer-Methoden
  - Statistik & Stochastik
  - Risiko- and Performance-Kennzahlen
  - Finanzökonomie
  - Benchmarking and Performance-Zurechnung
  - Alpha- und Beta-Treiber sowie Hypothesentests
- Real Estate
  - Natürliche Ressourcen und Land
  - Rohstoffderivate
  - Immobilien und Immoblienarten
  - Immobilienkredite
  - Immobilienfonds
- Hedgefonds
  - Struktur der Hedgefondsindustrie
  - Macro and Managed Future Funds
  - Event-Driven Hedge Funds
  - Relative Value Hedge Funds
  - Equity Hedge Funds
  - Funds of Hedge Funds
- Wirtschaftsgüter (z. B. Schiffs-, Flugzeugfonds)
- Strukturierte Finanzprodukte
  - Einführung in die Strukturierung
  - Kreditrisiken und Kreditderivate
  - CDO Strukturierung
  - Equity-Linked Structured Products
- Private Equity und Venture Capital
  - Einführung in das Thema Private Equity und Venture Capital
  - Eigenkapitalinvestments im Bereich Private Equity und Venture Capital
  - Kreditarten im Bereich Private Equity und Venture Capital

Die zweite Prüfung beinhaltet:
- Vertiefung der Themen aus Prüfung 1
- Aufkommende Trends und Themen (z. B. FinTech und Crypto)
- Ethik, Regulierung und ESG
- Komplexe Finanzmodelle
- Institutionelle Anleger und Investmentvorgaben
- Risiko und Risikomanagement
- Due Diligence und Managerauswahl
- Anlageallokation und Portfoliomanagement
- Strategien unter Berücksichtigung der Volatilität und Illiquidität der Alternativer Anlagen